# Ernst Rudolf Zaugg

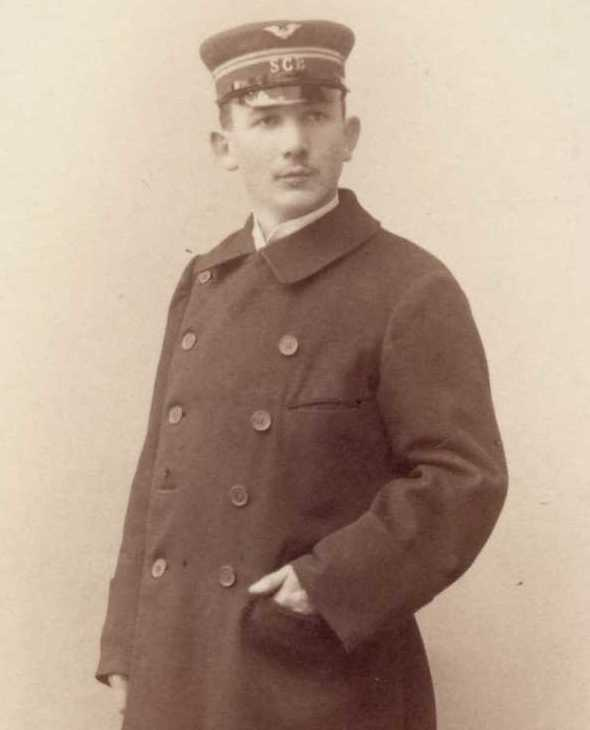
Ernst Rudolf Zaugg (1911) in der Uniform der Schweizerischen Centralbahn (SCB)

Ernst Rudolf Zaugg, auch Rudolf Zaugg (* 3. Januar 1880 in Langenthal; † 28. Juni 1976 in Bern) war ein Schweizer Elektrotechniker, Eisenbahningenieur und Erfinder.

## Biografie

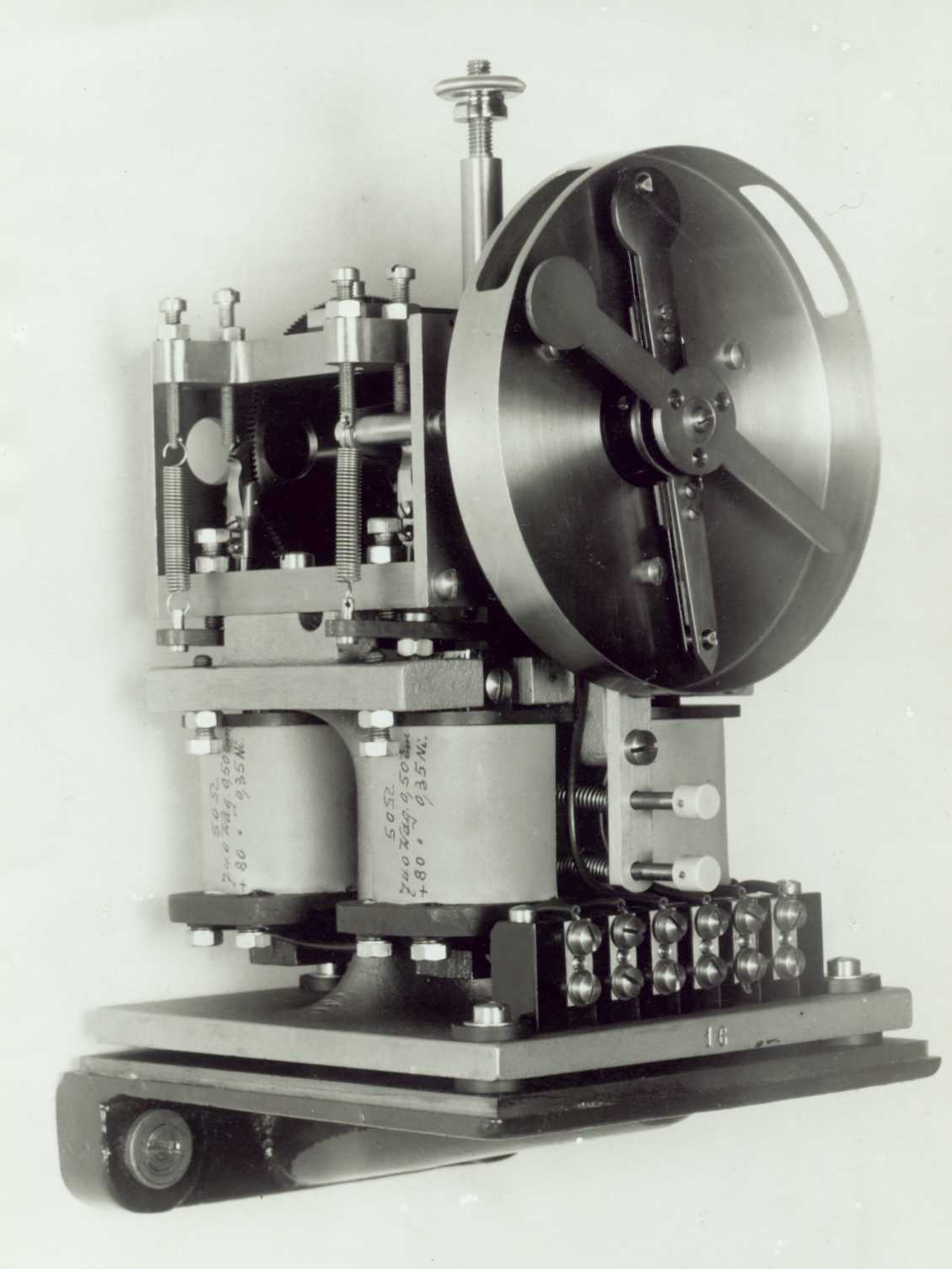
Geöffneter Achszähler System Zaugg aus dem Jahr 1913

Zaugg die Sekundarschule in Langenthal. 1895 schickte ihn sein Vater an das Technikum Burgdorf, ein Jahr später erlernte er notdürftig das Schlosserhandwerk bei Eichmeister Zbinden in Langenthal. In die gleiche Zeit fiel der Bau des Elektrizitätswerkes Wynau und bald half er dort beim Bau mit. Dann arbeitete er als Monteur in Strassburg, Münster i. W., Rheydt, Rheinland, Frankfurt und zuletzt zur Maschinenfabrik Esslingen in Württemberg. Ferner arbeitete er vier Monate bei Siemens und Halske in Brüssel. Nach drei weiteren Jahren praktischer Ausbildung in Werkstätten, Fabriken und Montage kehrte er an das Technikum Burgdorf zurück, welches er 1900 mit Diplom abschloss. Danach wurde er Aufseher der elektrischen Anlagen bei der Schweizerischen Centralbahn in Bern. 1910 erlangte er ein Diplom an der Ingenieur-Akademie Wismar.
Zaugg erfand 1915 den ersten betriebstauglichen Achszähler für Eisenbahnen, mit dem 1916 die Errichtung der ersten fernbedienten Zugfolgestelle (Block) gelang und der, von Zaugg u. a. weiterentwickelt, zu einem wichtigen Baustein für den automatischen Bahnbetrieb wurde. Ein Achszähler ist ein Zählapparat, der die ein- und ausfahrenden Achsen in einen Gleisabschnitt zählt und vergleicht. Stimmt die gezählte Achsenzahl mit derjenigen bei der Ausfahrt aus dem Gleisabschnitt überein, kann die elektrische Sperre des Abschnitts aufgehoben und der Abschnitt oder Block für den nächsten Zug freigegeben werden.
1928 wurde Zaugg zum Sektionschef der SBB befördert.
Nach seiner Pensionierung 1945 war Zaugg bis Ende 1950 bei der Hasler AG als beratender Ingenieur für die Entwicklung elektrischer Stellwerke, Signale und Streckensicherung für Bahnen tätig.
1923 heiratete er Lucie Favre und hatte mit ihr zwei Kinder.

## Auswahl von Patenten von Ernst Rudolf Zaugg
Patentnummer und Titel
- CH 67343 Zugsicherungeinrichtung mit zwei Achszählern
- F 467139 Dispositif pour couvrir les trains à l'aide de deux compteurs d'essiuex
- US 1509663 Railway Train Protection System
- CH 93731 Zuggischerungeinrichtung mit von einem Relais beherrschten Auslösestromkreis
- F 535233 Dispositif de protection des trains de chemins de fer à l'aide d'un relais retardateur
- CH 99884 Weichmetallplombe
- US 1413559 Switch Controlling Mechanism
- CA 250630 Electric Flasher
- CH 139627 Warnanlage an Eisenbahnübergängen
- CH 162026 Einrichtung zur Beeinflussung von Zugssicherungsapparaten durch einen Quecksilberschienenkontakt, welche bei Vorbeifahrt eines Zuges einen einzigen zusammenhängenden Stromschluss erzeugt
- CH 82893A Streckenstromschliesser mit Luftdruckwirkung

## Publikation
- R. Zaugg: Bahn-Sicherungseinrichtungen mit Achsenzählern, in: Schweizerische Bauzeitung, 7. Dezember 1940, S. 259–264 (doi:10.5169/seals-51294)